# David Paul Olsen
David Paul Olsen (Moline, Illinois; 2 de enero de 1976) es un actor y doble estadounidense.

## Biografía
David es hijo de Paul Olsen (doctor) y de Jeanne Donstad. Su hermano menor es el actor Eric Christian Olsen.
El 19 de junio de 2014 se casó con la actriz Daniela Ruah, a quien conoció a través de su hermano Eric. La pareja le dio la bienvenida a su primer hijo, River Isaac Ruah Olsen, el 30 de diciembre de 2013. Su segundo hijo, una niña llamada Sierra Esther Ruah Olsen, nació en septiembre de 2016.

## Carrera
David trabaja como doble de acrobacias en la serie NCIS: Los Angeles, en donde en ocasiones dobla algunas de las escenas de su hermano Eric Christian Olsen, quien interpreta al detective Marty Deeks.
En el 2009 obtuvo un papel secundario en la película Transformers: la venganza de los caídos donde interpretó a un miembro del grupo "Strike Force".
En el 2014 apareció como invitado en la serie The Last Ship donde interpretó al oficial Smith, un miembro del Nathan James, que es asesinado durante una operación en un enfrentamiento con criminales.

## Filmografía

### Doble

#### Series de Televisión
| Año                                         | Título                     | Notas |
| ------------------------------------------- | -------------------------- | --- |
| 2011 - presente 2010 - presente 2012 - 2013 | NCIS: Los Angeles          | 42 episodios - doble de acrobacias de Eric Christian Olsen 11 episodios - acrobacias 3 episodios - ejecutante de acrobacias                                 |
| 2016                                        | American Crime Story       | episodio # 1.2 - acrobacias |
| 2015                                        | Extant                     | episodio "The Greater Good" - ejecutante de acrobacias |
| 2015                                        | Community                  | episodio "Modern Espionage" - doble de acrobacias de Joel McHale                                                                                            |
| 2015                                        | The Leftovers              | 2 episodios - miembro de seguridad del agua |
| 2014                                        | State of Affairs           | episodio "Bang, Bang" - doble de acrobacias |
| 2012, 2014                                  | True Blood                 | 3 episodios - ejecutante de acrobacias |
| 2014 2013                                   | Wilfred                    | episodio "Amends" - asistente de doble episodio "Intuition" - miembro de seguridad del agua                                                                 |
| 2013                                        | Bones                      | 6 episodios - doble de acrobacias |
| 2009 - 2010, 2013                           | General Hospital           | 4 episodios - ejecutante de acrobacias |
| 2013                                        | The Bridge                 | episodio "Take the Ride, Pay the Toll" - doble de acrobacias de Brian Van Holt                                                                              |
| 2012                                        | Last Resort                | episodio "Another Fine Navy Day" - acrobacias |
| 2010                                        | The Mentalist              | episodio "Red Carpet Treatment" - acrobacias |
| 2007                                        | The Young and the Restless | 3 episodios - asistente de doble 2 episodios - intérprete de acrobacias 2 episodios - doble de acrobacias de Thad Luckinbill episodio # 1.8758 - acrobacias |
| 2007                                        | The Loop                   | episodio "Crazy Goat" - doble de acrobacias episodio "Windows" - acrobacias                                                                                 |
| 2006                                        | Twenty Good Years          | episodio "Jeffrey's Choice" - doble de acrobacias de John Lithgow                                                                                           |

#### Películas
| Año  | Título            | Notas                    |
| ---- | ----------------- | ------------------------ |
| 2007 | Protect and Serve | doble de Thad Luckinbill |

#### Videojuegos
| Año  | Título       | Notas      |
| ---- | ------------ | ---------- |
| 2008 | Resistance 2 | acrobacias |

### Actor

#### Series de Televisión
| Año  | Título            | Personaje     | Notas                 |
| ---- | ----------------- | ------------- | --------------------- |
| 2014 | The Last Ship     | Oficial Smith | 2 episodios           |
| 2013 | NCIS: Los Angeles | Jugador       | episodio "Kill House" |

#### Películas
| Año  | Título                                  | Personaje                | Notas                                                                                                 |
| ---- | --------------------------------------- | ------------------------ | --- |
| 2009 | Transformers: la venganza de los caídos | Miembro del Strike Force | junto a Shia LaBeouf, Megan Fox, Josh Duhamel, Tyrese Gibson, John Turturro & Kevin Dunn, Julie White |

#### Videojuegos
| Año  | Título       | Personaje                  | Notas                           |
| ---- | ------------ | -------------------------- | ------------------------------- |
| 2008 | Resistance 2 | Miembro de los "Black Ops" | prestó su voz para el personaje |